# 周京 (萬曆進士)
周京（?—？），字寤西、又字野王，號玉衡，山東兖州府沂州人。

## 生平
祖籍郯城县，万历四十年壬子科舉人，四十一年（1613年）癸丑科聯捷进士，殿试二甲第一名，九月授禮部祠祭司主事，次年奉册策封肃府、唐府、徽府、鲁府、德府，不久去世。著有《金城集》、《贲园草》、《吴越游稿》等，皆佚。

## 家族
曾祖周蒼。祖父周傑。父周宗儀。